# 滋野安成
滋野 安成（しげの の やすなり）は、平安時代初期から前期にかけての貴族。名は安城（やすき）とも記される。氏姓は名草直のち名草宿禰、滋野朝臣。官位は従五位上・美濃権守。

## 経歴
本貫は紀伊国。内匠属を経て、承和5年（838年）少外記に任ぜられる。翌承和6年（839年）一族の豊成と共に直から宿禰に改姓する（この時の位階は従六位上）。承和10年（843年）大外記に昇格するが、翌承和11年（844年）外従五位下・遠江介に叙任されて地方官に転じた。
嘉祥3年（850年）大外記に昇進すると、仁寿2年（852年）滋野朝臣に改姓し、仁寿3年（853年）には内位の従五位下に叙せられた。天安元年（857年）相模介として地方官に転任するが、翌天安2年（858年）大外記が2人（賀茂岑雄・多米弟益）とも六位であったことから、10月の文徳天皇崩御後まもなく五位の位階を持つ安成が権大外記に任ぜられて、局務を務めた。なお、同年3月には勅令を受けて侍従所にて文章生5人に対して老荘を講じている。
貞観元年（859年）従五位上、貞観6年（864年）刑部大輔と叙任されるが、貞観7年（865年）美濃権守に任ぜられて再び地方官に転じた。貞観10年（868年）6月11日卒去。享年68。最終官位は美濃権守従五位上。
老荘を非常に好み、多くの人々がその訓説を受けたという。

## 官歴
『六国史』による。
- 時期不詳：内匠属[4]
- 承和5年（838年） 2月7日：少外記[4]
- 時期不詳：従六位上
- 承和6年（839年） 9月23日：直から宿禰に改姓
- 時期不詳：正六位上
- 承和10年（843年） 正月12日：大外記[4]
- 承和11年（844年） 正月7日：外従五位下。正月11日：遠江介[4]
- 嘉祥3年（850年） 正月15日：大外記
- 仁寿2年（852年） 12月9日：名草宿禰から滋野朝臣に改姓
- 仁寿3年（853年） 3月7日：従五位下（内位）
- 斉衡4年（857年） 正月14日：相模介
- 天安2年（858年） 10月26日：権大外記、相模介如元
- 天安3年（859年） 4月9日：兼上野権介。11月19日：従五位上
- 貞観5年（863年） 3月30日：次侍従
- 貞観6年（864年） 正月16日：刑部大輔
- 貞観7年（865年） 3月28日：美濃権守
- 貞観10年（868年） 6月11日：卒去（美濃権守従五位上）

## 系譜
- 父：不詳
- 母：不詳
- 生母不明の子女
  - 男子：滋野良幹[3]